# Dobroslav Jevđević
Dobroslav Jevđević (en cyrillique Доброслав Јевђевић ; également retranscrit Dobroslav Jevdjevic), né le 28 décembre 1895 à Prača et mort en octobre 1962 à Rome, était un homme politique et chef paramilitaire yougoslave, issu de la communauté serbe de Bosnie. Durant la Seconde Guerre mondiale, il fut membre des Tchetniks dirigés par Draža Mihailović, agissant de manière autonome en tant que « voïvode » autoproclamé de ses propres troupes. Après avoir mené la résistance contre les Oustachis, il collabora avec les occupants italiens, puis allemands, afin de combattre les Partisans communistes de Tito.

## Biographie

### Jeunesse et entre-deux-guerres
Né dans une famille originaire du Monténégro, Dobroslav Jevđević voit le jour en Bosnie, alors toujours possession ottomane mais déjà occupée par l'Autriche-Hongrie. Il est, dans sa jeunesse, membre de l'organisation nationaliste Jeune Bosnie, en lutte contre la domination austro-hongroise. Après avoir commencé une carrière littéraire, il se tourne vers la politique après la Première Guerre mondiale. Sous la monarchie yougoslave, il devient une figure montante de la politique en Bosnie. Il rejoint le Parti démocratique indépendant yougoslave et dirige la branche paramilitaire de celui-ci, l'Organisation des nationalistes yougoslaves, qui s'emploie à terroriser les Serbes de Bosnie-Herzégovine et de Croatie qui refusent de rejoindre le parti. Il est également proche du mouvement tchetnik, une organisation nationaliste et paramilitaire serbe. Il adhère ensuite au Parti national yougoslave, dont il est élu député. En 1935, il devient porte-parole du gouvernement de Bogoljub Jevtić (en).

### Seconde Guerre mondiale
Après l'invasion et le démembrement de la Yougoslavie en avril 1941, l'essentiel de la Croatie et toute la Bosnie-Herzégovine sont placées sous l'autorité des Oustachis, le parti fasciste croate, qui proclame le régime de l'État indépendant de Croatie et se livre d'emblée à une campagne génocidaire contre la population serbe. Jevđević, qui se trouve alors en Herzégovine, participe au soulèvement serbe contre les Oustachis  et en Croatie ; il fait partie, avec d'autres dirigeants locaux comme Momčilo Đujić, des chefs nationalistes qui s'imposent à la tête des insurrections de 1941. Jevđević prend également contact avec Ilija Trifunović-Birčanin, l'un des chefs du mouvement tchetnik à Split. Dès l'été, des accords sont conclus entre les occupants italiens et les chefs rebelles serbes, les seconds cherchant un soutien contre les Oustachis et les premiers ayant besoin d'alliés supplémentaires pour ramener l'ordre dans une Croatie en plein chaos et lutter contre le soulèvement des Partisans communistes. Trifunović-Birčanin et Jevđević visent, en collaborant avec les Italiens, à mettre un terme aux massacres dont sont victimes les Serbes en Bosnie-Herzégovine,.
Draža Mihailović nomme en mars 1942 Trifunović-Birčanin chef des Tchetniks en Bosnie, en Herzégovine, dans la Lika et la Dalmatie, tout en le laissant libre d'agir localement à sa guise. Tandis que Mihailović n'a que des contacts espacés avec les chefs tchetniks locaux, Jevđević agit en toute indépendance, « voïvode » autoproclamé de ses propres troupes, et ambitionne de prendre la place de Trifunović-Birčanin, sexagénaire à la santé médiocre. Lorsque la population serbe de la ville de Foča, massacrée par les Oustachis, appelle les Tchetniks à l'aide, les hommes de Jevđević prennent la ville, mais se livrent ensuite à leur tour à des pillages et à des massacres sur la population musulmane. En juin, le général italien Mario Roatta crée la Milice volontaire anticommuniste (MVAC), destinée à appuyer les troupes italiennes, et formée pour une grande part des Tchetniks de l'État indépendant de Croatie. En octobre 1942, les troupes de Jevđević participent à l'opération Alfa, une offensive menée par les Italiens contre les Partisans dans la région de Prozor-Rama. Les Tchetniks détruisent plusieurs villages et tuent environ 500 civils Croates et Musulmans, avant de devoir retirer leurs forces à la demande du gouvernement collaborateur croate.
Jevđević collabore ouvertement, non seulement avec les Italiens, mais avec les Allemands ; en janvier 1943, il participe — sans en avertir Mihailović — à la conférence qui se tient à Rome pour préparer l'offensive Weiss contre les Partisans, en présence de Roatta, du chef d'état-major italien Ugo Cavallero et du général allemand Alexander Löhr. Après la mort de Trifunović-Birčanin en février de la même année, il continue à collaborer étroitement avec les Italiens. En septembre 1943, envoyé par Mihailović en Slovénie pour une mission de reconnaissance, il y développe d'autres contacts avec les Allemands. Après la capitulation de l'Italie en septembre 1943, il est approché par un agent de l'Abwehr et accepte de collaborer directement avec les Allemands, au service desquels il met les 5000 Tchetniks alors sous ses ordres. Il opère un temps à Trieste, d'où il coordonne des opérations, puis à Ilirska Bistrica en Slovénie occupée. En janvier 1944, lors du congrès tchetnik organisé à Ba, Mihailović fait condamner les actions de Jevđević, à qui il ne reconnaît plus de responsabilités officielles au contraire d'autres chefs locaux - qui eux ne collaborèrent qu´avec les forces italiennes - comme Pavle Đurišić ou Momčilo Đujić.
Fin 1944, alors que les Partisans conquièrent la Serbie, le Monténégro et la Macédoine, les troupes de Jevđević et celles de Đujić rejoignent en Slovénie celles de Dimitrije Ljotić, qui a proposé d'y regrouper toutes les forces anticommunistes. Après la victoire finale des Partisans, Jevđević parvient à se réfugier en Italie. Il est un temps interné dans un camp de prisonniers, mais il évite l'extradition vers la Yougoslavie et est ensuite libéré.

### Après-guerre
Après 1945, Jevđević vit en Italie sous divers noms d'emprunt. Il participe à diverses querelles au sein de la communauté des exilés politiques yougoslaves, lui et Đujić se présentant comme les héritiers légitimes du mouvement de Mihailović. Il s'occupe de collecter et de diffuser des informations, dont divers services secrets italiens et britanniques semblent avoir fait usage. Il meurt à Rome en 1962.